# Architektenwohnhäuser (Stetten im Remstal)

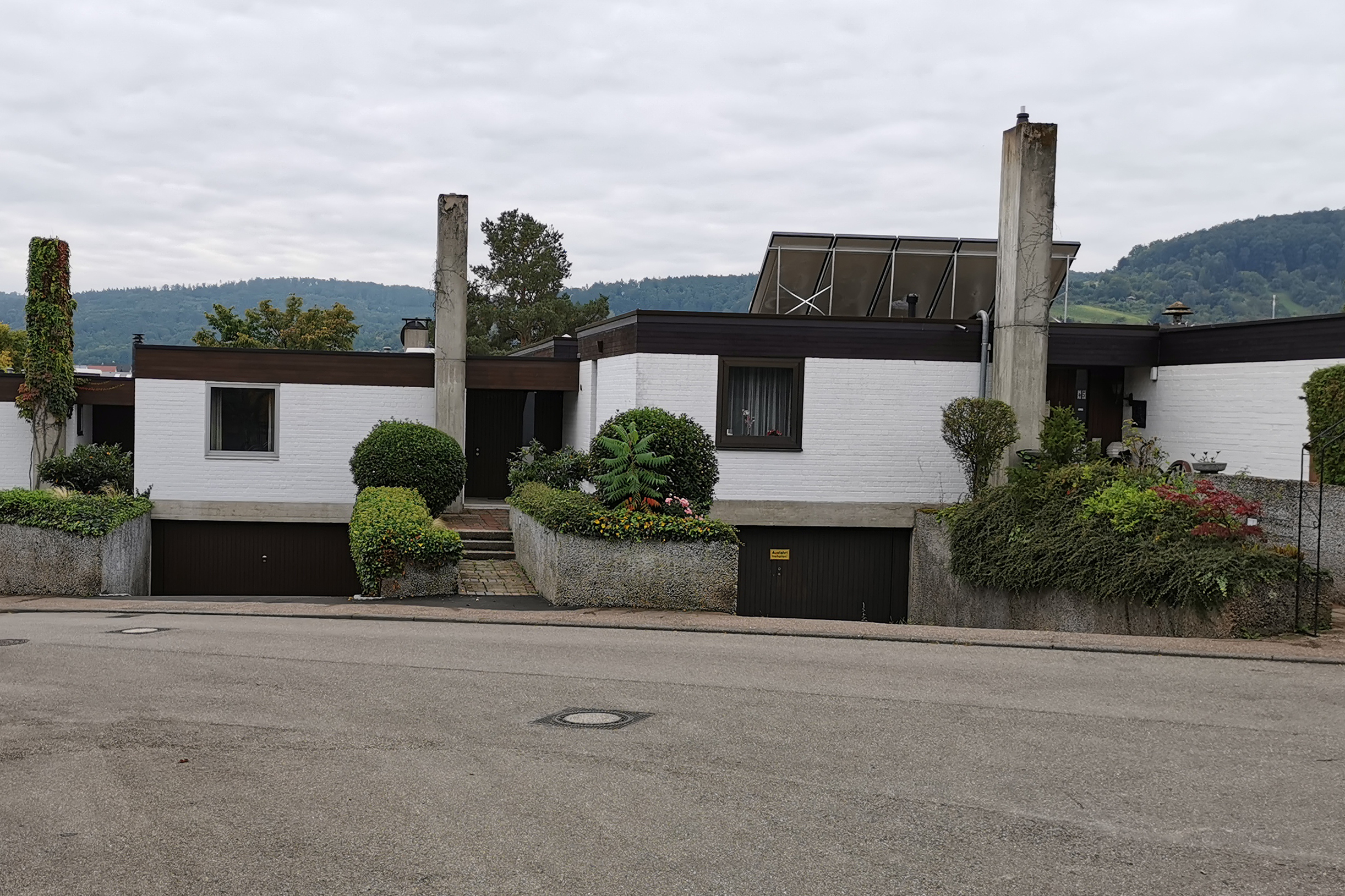
Architektenwohnhäuser in Stetten im Remstal (2021)

Die Architektenwohnhäuser sind ein Denkmal für „vorbildliche Verdichtung“ bei der Hartstraße 39–45 in Stetten im Remstal.

## Lage

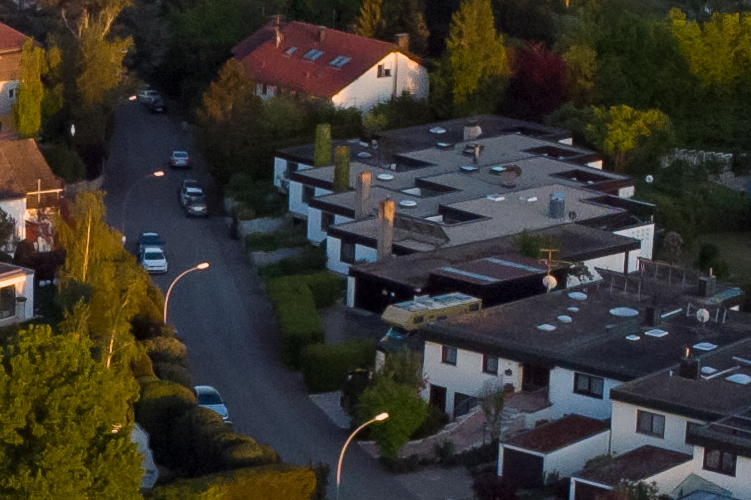
Lage der Gebäude (2020)

Sie befinden sich am nordwestlichen Rand des Orts Stetten, auf einer 1800 m² nach Süden geneigten Hanglage oberhalb des Hardtwiesenbachs. Das Grundstück war ursprünglich nur für ein repräsentatives Wohnhaus vorgesehen.

## Geschichte

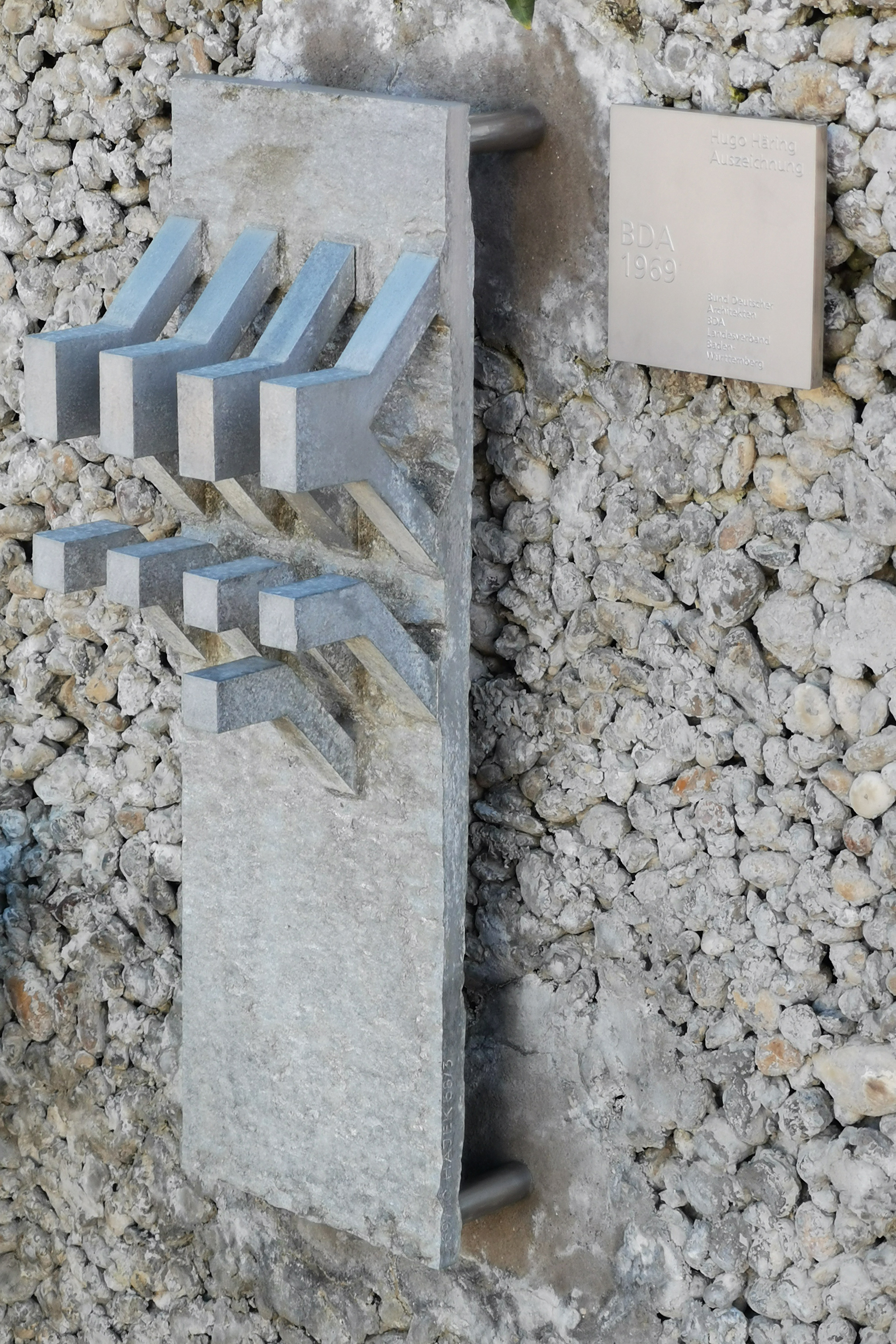
Auszeichnung an der Mauer

Die Gebäude wurden 1961–1963 in der Hartstraße von den Architekten Hans Kammerer, Walter Belz und Günther Weig als Wohnhäuser für sie selbst errichtet.
1969 wurden sie mit dem Hugo-Häring-Preis ausgezeichnet.
Im Rahmen des Inventarisationsprojektes Verdichtete Siedlungen der 1960er und 1970er Jahre wurden die Architektenwohnhäuser durch das Landesamt für Denkmalpflege erfasst.

## Gebäude
Das Denkmal besteht aus vier Flachdachhäusern mit Atrium und besticht durch die Anpassung an die naturräumliche Lage und die hohe architektonische Qualität. So wurde auf der begrenzten Grundstücksfläche ein hohes Maß an Wohnqualität und Individualität erreicht. Von der Straße erscheint die kompakte Anlage mit den hoch ausragenden Schornsteinen mangels Ebenerdigkeit auf den ersten Blick eher untypisch.
Die Architekten übten mit ihren eigenen Wohnhäusern Kritik an der Zersiedelung der Landschaft in den 1960er Jahren.